# Diplazium werckleanum
Diplazium werckleanum är en majbräkenväxtart som beskrevs av Hermann Christ.
Diplazium werckleanum ingår i släktet Diplazium och familjen Athyriaceae. Inga underarter finns listade i Catalogue of Life.